# Formica macrophthalma
Formica macrophthalma é uma espécie de formiga do gênero Formica, pertencente à subfamília Formicinae.